# Доходный дом мещанина А. Ф. Выходцева
Доходный дом мещанина А. Ф. Выходцева — двухэтажный дом на улице Сибревкома в Центральном районе Новосибирска. Построен в 1911 году. Принадлежал мещанину Александру Фёдоровичу Выходцеву. Памятник архитектуры регионального значения.

## Описание
Прямоугольный в плане деревянный дом рублен «в обло», к основному объёму здания примыкают прямоугольные сени, а также более поздняя пристройка с южной стороны.
Фундамент кирпичный невысокий, четырёхскатная вальмовая крыша стропильной конструкции покрыта металлической кровлей.
Карниз большого выноса декорирован подзором пропильной резьбы. Щипец с крестообразными фальшстропилами завершён деревянным шпилем.
Окна с лучковым завершением, их наличники с пропильной накладной резьбой и волнообразным нижним краем фартука завершаются прямыми сандриками.
Перед входами в дом, расположенными с западного и южного (дворового) фасадов, размещены трёхступенчатые крыльца. Дворовый вход шёл в одну из квартир на первом этаже. Один из дверных проёмов западного фасада вёл в квартиры первого этажа, другой проходил по одномаршевой лестнице в помещения на втором этаже.
Цветовая композиция дома строится на контрастном сочетании тёмной рубленой стены и светлоокрашенного декора.
Основные габариты — 12 × 10.